# Вощинино
Вощи́нино (укр. Вощинине) — село,
Мачулищанский сельский совет,
Путивльский район,
Сумская область,
Украина.
Код КОАТУУ — 5923885407. Население по переписи 2001 года составляло 63 человека.

## Географическое положение
Село Вощинино находится на берегу реки Берюшка,
выше по течению примыкает село Мачулища,
ниже по течению на расстоянии в 1 км расположено село Руднево.

## История
Деревня Вощинина, относившаяся к Подгородному стану Путивльского уезда, обрела статус села в связи со строительством Успенской церкви в 1736 году. Современное каменное церковное здание построено в 1864—1866 годах.